# Myrtillocactus geometrizans

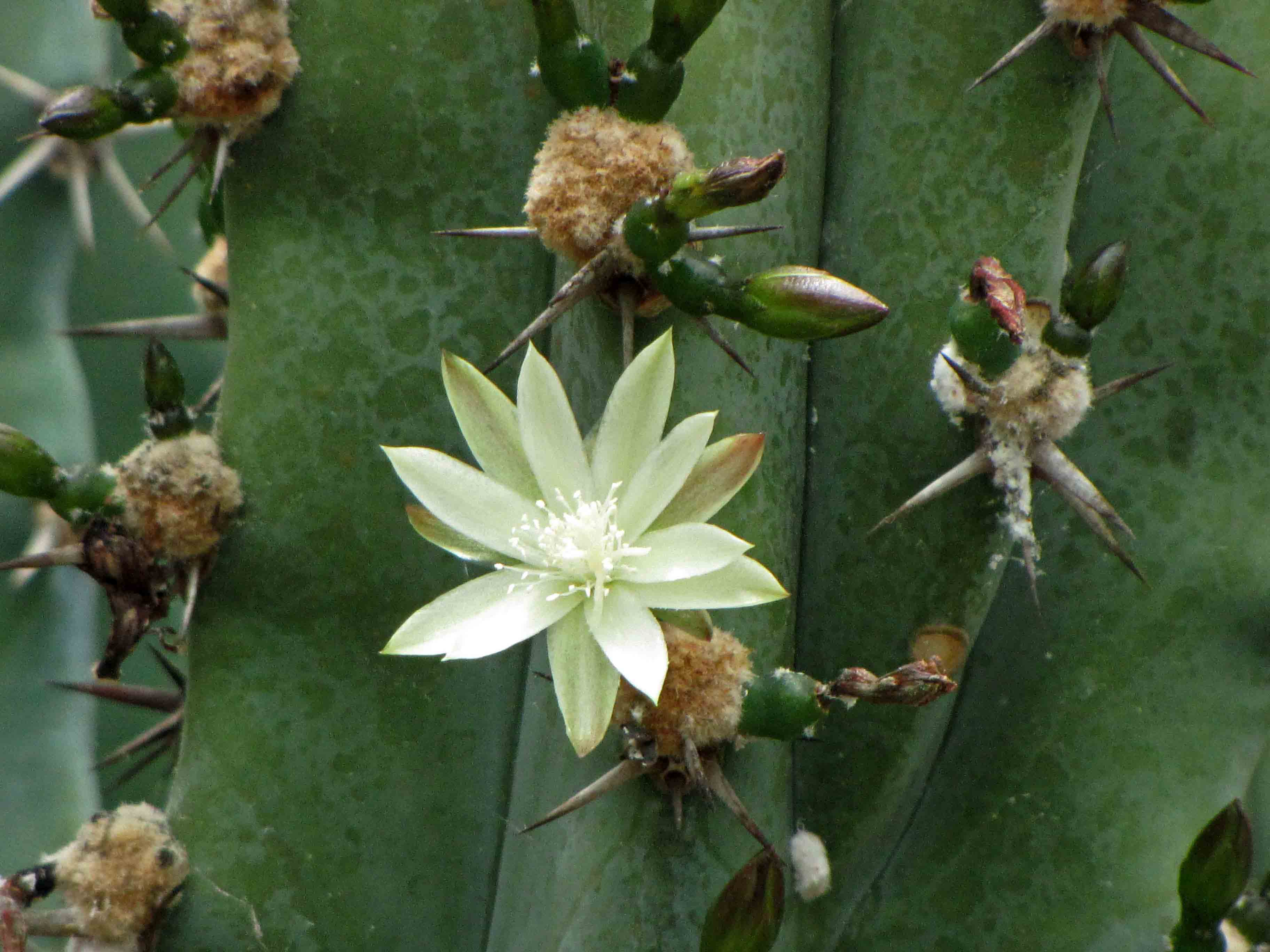
Blüte

Myrtillocactus geometrizans ist eine Pflanzenart in der Gattung Myrtillocactus aus der Familie der Kakteengewächse (Cactaceae). Das Artepitheton geometrizans stammt aus dem Lateinischen, bedeutet ‚geometrisch‘ und verweist auf das bogenförmige Muster des jährlichen Neutriebs der Art. Spanische Trivialnamen sind „Garambullo“ und „Padre Nuestro“, im Deutschen ist er als „Heidelbeerkaktus“ bekannt.

## Beschreibung
Myrtillocactus geometrizans wächst baumförmig mit kandelaberartig verzweigten Trieben, erreicht Wuchshöhen von bis 4 Metern und bildet einen deutlichen Stamm aus. Die blaugrünen Triebe sind an der Basis verjüngt und weisen Durchmesser von bis 10 Zentimetern auf. Es sind 5 bis 6 gerade, gerundete Rippen vorhanden. Der einzelne, schwarze, dolchartige, an der Basis breite Mitteldorn ist 1 bis 7 Zentimeter lang. Die 5 bis 9 Randdornen sind bräunlich bis schwärzlich und 2 bis 10 Millimeter lang.
Die grünlich weißen Blüten weisen Durchmesser von 2,5 bis 3,5 Zentimetern auf. Die beerenartigen, dunkelpurpurfarbenen, kahlen Früchte sind essbar und erreichen Durchmesser von 1 bis 2 Zentimetern.

## Verbreitung, Systematik und Gefährdung
Myrtillocactus geometrizans ist in Nord- bis Mittel-Mexiko weit verbreitet.
Die Erstbeschreibung als Cereus geometrizans wurde 1837 durch Ludwig Georg Karl Pfeiffer veröffentlicht. Michelangelo Console stellte die Art 1897 in die Gattung Myrtillocactus.
In der Roten Liste gefährdeter Arten der IUCN wird die Art als „Least Concern (LC)“, d. h. als nicht gefährdet geführt.

## Nachweise